# Carlisle, Oklahoma
Carlisle är en ort i Sequoyah County i delstaten Oklahoma, USA.